# Lexus LX
O LX é utilitário esportivo de porte grande da Lexus.

## Galeria
- Primeira geração (1995-97)
- Segunda geração (2002-05)
- Terceira geração (2007-2021)
- Quarta geração (2021-presente)